# 청춘 하이웨이
청춘 하이웨이는 1973년 공개된 대한민국의 영화이다.

## 배역
- 윤양하
- 신영일
- 윤세희
- 윤소라
- 백일섭
- 이예성
- 추봉
- 최재호
- 유일수
- 조대진